# Ministero degli esteri dell'Impero austro-ungarico
L'Imperiale e Reale Ministero degli Esteri dell'Impero d'Austria-Ungheria (Kaiserlich und Königliches Ministerium des Äußern des Österreichisch-Ungarischen Kaisertums) fu uno dei ministeri istituiti dall'Impero Austro-Ungarico. Esso rimase attivo dalla fondazione della nuova monarchia nel 1867 sino al 1918 quando crollò l'Impero stesso.

## Storia
Il ministero degli esteri austro-ungarico era uno dei tre ministeri comuni (kaiserlich und königlich, spesso abbreviato in k.u.k.) creato dall'Ausgleich del 1867, assieme a quello della Guerra ed a quello delle Finanze al fine di affrontare aspetti di medesimo piano per la monarchia duale, come ad esempio la politica estera.
Il quartier generale venne originariamente posto nel palazzo barocco denominato Geheime Hofkanzlei al n.2 della Ballhausplatz di Vienna anche se poi venne spostato alla Hofburg. La struttura venne eretta nel 1919 su progetto di Johann Lukas von Hildebrandt. La parola Ballhausplatz veniva all'epoca utilizzata come metonimia per il ministero stesso (come oggi si fa per il Quai d'Orsay per il ministero degli esteri francese).
Il ministero era guidato da un ministro degli esteri direttamente nominato dall'Imperatore e che era anche membro del Consiglio della Corona, il più alto organo di governo della monarchia austriaca. Direttamente sottoposto al ministro vi era un Sottosegretario che era deputato al ministero ed agli affari amministrativi. Sotto di questo si trovava un Capo di sezione che si occupava dei dipartimenti politici del ministero.